# Устье Везера (департамент)
Устье Везера (фр. Bouches-du-Weser) — административная единица Первой французской империи, располагавшаяся примерно на землях современных германских федеральных земель Нижняя Саксония и Бремен. Название департамента происходит от реки Везер.
Департамент был создан 1 января 1811 года.
После разгрома Наполеона эти земли были разделены между королевством Ганновер, Великим герцогством Ольденбург и вольным городом Бремен.